# Fabian Wrede (1874–1943)
Fabian Casper Fredrik Wrede, född 26 december 1874 i Sankt Nikolai församling i Stockholm, död 18 januari 1943 i Lidingö församling i Stockholms län, var en svensk greve, militär och hovstallmästare.
Wrede blev underlöjtnant vid Livgardet till häst 1896, ryttmästare 1911, placerades på reservstat och var verkställande direktör för Järnvägs AB Stockholm-Saltsjön 1913–1924, stallmästare i Kungl. Maj:ts hov från 1925 och hovstallmästare från 1931. Han var från 1929 ordförande i styrelsen för Svenska adelsförbundet.
Wrede var son till vice häradshövding Fabian Wrede och Tomasine Gyllenkrok, sonson till Casper Wrede samt dotterson till kabinettskammarherren friherre Fredrik Gustaf Gyllenkrok. Han gifte sig 1899 med Gerda Burén (1876–1945). Makarna Wrede är begravda på Solna kyrkogård.